# La Semaine des Ardennes
La Semaine des Ardennes est un hebdomadaire local appartenant au groupe Sogemedia.

## Histoire et spécificités
C'est le vingt-et-unième titre du groupe Sogemedia, qui a son siège à Avesnes-sur-Helpe, dans le département du Nord. Ces titres couvrent essentiellement le Nord-Pas-de-Calais et la Picardie. Par cet hebdomadaire, ce groupe étend sa couverture à un département limitrophe de la Picardie, en région Champagne-Ardenne, en choisissant la formule du journal régional à périodicité hebdomadaire.
Ce journal ardennais a été créé en 2009, avec une version papier d'une quarantaine de pages par numéro, en format tabloïd, et une version web dès le démarrage.

## À voir également

### Sources
Classement par date de parution.
- AFP, « Ardennes: lancement d'un nouvel hebdo », le journal Le Figaro,‎ 16 septembre 2009 (lire en ligne).
- Gérald Dardart, Histoire de la presse ardennaise (1764-1944, Charleville-Mezières, Arch'Libris Editions, décembre 2009, 76 p. (ISBN 978-2-9535689-0-5), p. 73.
- Hervé Lavergne et Christophe Labarde, « La France vue du sol », Revue Médias, no 31,‎ 2011, p. 48-50 (lire en ligne).